# معاملة المثليين في كوريا الجنوبية
يواجه الأشخاص من المثليين والمثليات ومزدوجي التوجه الجنسي والمتحولين جنسياً (اختصاراً: مجتمع الميم) في كوريا الجنوبية تحديات قانونية واجتماعية لا يواجهها غيرهم من المغايرين جنسيا. يعتبر النشاط الجنسي المثلي بين الرجال وبين النساء في كوريا الجنوبية، لكن الزواج أو غيره من أشكال الشراكة القانونية غير متاح للشركاء المثليين.
لم يتم ذكر المثلية الجنسية في كوريا الجنوبية بشكل محدد في دستور كوريا الجنوبية أو في قانون العقوبات المدني. تنص المادة 31 من قانون اللجنة الوطنية لحقوق الإنسان على أنه «لا يجوز التمييز ضد أي فرد على أساس توجهه الجنسي». ومع ذلك، فإن المادة 92 من قانون العقوبات العسكري، والتي تخضع حالياً لطعن قانوني، تحدد العلاقات الجنسية المثلية ك«التحرش الجنسي»، ويعاقب عليها بالسجن لمدة أقصاها عام. لكن المحكمة العسكرية قضت في عام 2010 بأن هذا القانون غير قانوني، قائلة إن المثلية الجنسية مسألة شخصية بحتة. تم استئناف هذا الحكم أمام المحكمة الدستورية في كوريا الجنوبية، والتي أيدت في عام 2011 دستوريته.
يُسمح للأشخاص المتحولين جنسياً بإجراء جراحة إعادة تحديد الجنس في كوريا الجنوبية بعد سن العشرين، ويمكنهم تغيير معلوماتهم الجنسانية في الوثائق الرسمية. هاريسو هي أول فنانة متحولة جنسية في كوريا الجنوبية، وفي عام 2002 أصبحت فقط الشخص الثاني في كوريا الجنوبية الذي يغير جنسه بشكل قانوني.
ظل الوعي العام بالمثلية الجنسية منخفضًا بين الجمهور الكوري حتى وقت قريب، مع زيادة الوعي والنقاش حول هذه القضية، بالإضافة إلى موضوع الترفيه المثلي في وسائل الإعلام وشخصيات ومشاهير معروفين، مثل هونغ سيوك-تشيون، يعلن عن كونه مثلي الجنس. لكن الكوريين من مجتمع الميم ما زالوا يواجهون صعوبات في المنزل والعمل، ويفضل الكثيرون عدم الكشف عن هوياتهم لعائلاتهم أو أصدقائهم أو زملائهم في العمل. ومع ذلك، فقد ارتفع تدريجياً الوعي بالقضايا التي تواجه الكوريين الجنوبيين من مجتمع الميم، وأظهرت استطلاعات الرأي أن الغالبية العظمى من الكوريين الجنوبيين تدعم القوانين التي تحمي المثليين من التمييز، بما في ذلك في مجالات التوظيف والإسكان والمرافق العامة.
في أغسطس 2017، أمرت المحكمة العليا الحكومة بالسماح لـ «ما وراء قوس قزح»، وهي منظمة لحقوق المثليين، بالتسجيل كجمعية خيرية لدى وزارة العدل. بدون تسجيل رسمي، لم تتمكن المؤسسة من تلقي تبرعات العفو من الضرائب والعمل وفقًا للقانون بالكامل. بالإضافة إلى ذلك، صوتت حكومة كوريا الجنوبية لصالح قرار الأمم المتحدة لعام 2014 الذي يهدف إلى التغلب على التمييز ضد المثليين.

## تاريخ
تشير جميع المصادر، بأن المثلية الجنسية لم يتم تجريمها في تاريخ كوريا الجنوبية.
على الرغم من أنه لا يوجد ذِكر للمثلية الجنسية في الأدب الكوري أو في الروايات التاريخية التقليدية، إلا أن العديد من النبلاء والرهبان البوذيين عُرفوا إما بانجذابهم المثلي أو المزدوج والمشاركة في علاقات جنسية مثلية.
خلال عهد أسرة شلا، من المعروف أن العديد من الرجال والنساء النبلاء شاركوا في علاقات مثلية وأعربوا عن حبهم لشخص من نفس الجنس. من بين هؤلاء الملك هييغونغ. بالإضافة إلى ذلك، كان هوارانغ والمعروفين أيضًا باسم الفرسان المزهرين أو الأولاد المزهرين، مجموعة من نخبة محاربي شيلا الذكور، الذين اشتهروا بشبقيتهم المثلية وأنوثتهم. يحتوي كتاب تذكارات الممالك الثلاث والمعروف أيضا باسم سامغوك يوسا، وهو مجموعة من الأساطير الكورية، الحكايات الشعبية والروايات التاريخية، على أبيات شعرية تكشف عن الطبيعة المثلية للهوارانغ.
خلال عهد مملكة غوريو، تم تسجيل أن كلا من الملك موكجونغ (980–1009) والملك غونغمن (1325-1374) أنهما احتفظا بالعديد من ونشونغ («العشاق الذكور») في بلاطهم بوصفهم «عشيق شقيق صغير» (شاجيوي) الذين خدموا كشركاء جنسيين لهم. بعد وفاة زوجته، ذهب الملك غونغمن إلى حد إنشاء وزارة هدفها الوحيد هو البحث عن الشباب وجمعهم من جميع أنحاء البلاد للخدمة في بلاطه. وكان آخرون بما في ذلك الملك تشونغسيون في علاقات طويلة الأجل مع الرجال. ويشار إلى أولئك الذين كانوا في علاقات مثلية باسم «جيتشونغ يونغيانغ»، التي كانت ترجمتها عرضة للنقاش، ولكن تترجم عمومًا على انها «التنين والشمس».
خلال مملكة جوسون، من المعروف أن العديد من الرجال والنساء من النبلاء كانت لديهن علاقات جنسية مثلية، بما في ذلك سون-بن بونغ والتي كانت القرينة الثانية لولي عهد مملكة جوسون وصهرة الملك سيجونغ، تم نفيها بعد اكتشاف أنها كانت تنام مع إحدى خادماتها. خلال هذه الفترة، كانت هناك مجموعات مسرحية متنقلة تعرف باسم نامسادانغ والتي تضم ذكورًا صغار السن يسمون ميدونغ (الأولاد الجميلون). قدمت الفرق «أنواعًا متنوعة من وسائل الترفيه، بما في ذلك موسيقى الفرقة والأغاني والرقص المقنع والسيرك ولعب العرائس» أحيانًا مع تمثيل رسومي للعلاقات الجنسية المثلية. تم تقسيم نامساندانغ إلى مجموعتين. الأعضاء «بوتش» (سوتدونغمو sutdongmo) و «الملكات» (ييودونغمو yeodongmo، أو أمدونغمو amdongmo).
شكل انتشار الكونفوشية الجديدة في كوريا الجنوبية النظام الأخلاقي وطريقة الحياة والعلاقات الاجتماعية للمجتمع الكوري. تؤكد الكونفوشية الجديدة على الطاعة الصارمة للنظام الاجتماعي ووحدة الأسرة، والتي تشير إلى الزوج والزوجة. اعتبرت المثلية الجنسية والعلاقات الجنسية المثلية مزعجة لهذا النظام، وبالتالي تم اعتبارها «منحرفة» أو «غير أخلاقية». منذ العشرينيات من القرن الماضي، فقدت الكونفوشيوسية الجديدة الكثير من التأثير، على الرغم من أن الأفكار والممارسات الكونفوشيوسية لا تزال حاضرة في الثقافة والمجتمع الكوري الجنوبي بشكل كبير.
تم إلغاء تصنيف المثلية الجنسية رسميًا على أنها «ضارة وفاحشة» في عام 2003.

## الاعتراف القانوني بالعلاقات المثلية
يعتبر زواج المثليين والاتحادات المدنية غير معترف بها قانونًا في كوريا الجنوبية.
في أكتوبر 2014، قدم بعض أعضاء الحزب الديمقراطي إلى الجمعية الوطنية مشروع قانون لتشريع الشراكات المثلية. ومع ذلك، لم يطرح مشروع القانون للتصويت.
في يوليو 2015، أقام الممثل كيم-جهو غوانغسو وشريكه كيم سونغ-هوان دعوى قضائية للحصول على وضع قانوني لزواجهما. تم رفض الدعوى من قبل محكمة سول الغربية في مايو 2016 ومن قبل محكمة الاستئناف في ديسمبر 2016. وأعلن الزوجان فيما بعد أنهما سيقدمان قضيتهم إلى المحكمة العليا.
في يناير 2018، أعرب نشطاء المثليين عن أملهم في أن يتضمن مشروع الدستور، الذي كان يجب أن يكون جاهزًا بحلول يونيو 2018، تقنين زواج المثليين. تتطلب تعديلات دستور كوريا الجنوبية أغلبية الثلثين في البرلمان. ولكن فشلت المحادثات حول الدستور الجديد.

## الحماية التمييز
أنشأ قانون لجنة حقوق الإنسان الوطنية، الذي صدر في عام 2001، اللجنة الوطنية لحقوق الإنسان في كوريا. بموجب القانون الكوري الجنوبي، فإن اللجنة الوطنية لحقوق الإنسان هي لجنة مستقلة لحماية حقوق الإنسان والدفاع عنها وتعزيزها. يتضمن قانون اللجنة الوطنية لحقوق الإنسان صراحة التوجه الجنسي كسبب لمناهضة التمييز. عندما يثبت وقوع أعمال تمييزية، يجوز للجنة الوطنية لحقوق الإنسان في كوريا إجراء تحقيقات بشأن هذه الأفعال والتوصية بتدابير الإغاثة غير الملزمة أو الإجراءات التأديبية أو إبلاغ السلطات بها.
لا يحظر قانون مكافحة التمييز في كوريا الجنوبية مع ذلك، التمييز على أساس التوجه الجنسي والهوية الجندرية. على مر السنين، تم اقتراح عدة مشاريع قوانين مناهضة التمييز والتخلي عنها. قدمت وزارة العدل مشروع قانون مناهضة للتمييز في عام 2007، ولكن نشأت حركة معارضة له وأدت إلى التخلي عن مشروع القانون. في عام 2013، تم تقديم مشروع قانون لإدراج التوجه الجنسي والدين والأيديولوجية السياسية لقانون مكافحة التمييز في البلاد. وتلق ذلك معارضة شديدة من الجماعات المحافظة. خلال الجمعية الوطنية السابعة عشر، قدم النائب الراحل روه هو-تشان مشروع قانون مناهض للتمييز. خلال الجمعية الوطنية الثامنة عشرة، قدم المشرع السابق كوون يونغ-غيل مشروع قانون آخر. تم إسقاط كلا المشروعين قبل أي نقاش. خلال الجمعية الوطنية التاسعة عشر، قدم النواب السابق كيم هان-دونغ وتشوي وون-سيك بتقديم مشاريع قوانين فقط لسحبها بعد أن واجهت اعتراضات. في عام 2019، فشلت الجمعية الوطنية في إجراء مناقشة حول تشريعات شامل لمناهضة التمييز. تأتي الاعتراضات على مشاريع القوانين المناهضة للتمييز أساسًا من المسيحيين البروتستانت المحافظين. خلال الجمعية الوطنية العشرين، قدم المشرع كيم تاي-هيوم (عن حزب كوريا الحرية) تعديلاً على قانون اللجنة الوطنية لحقوق الإنسان ليزيل فئة التوجه الجنسية. يعتزم حزب العدالة إعداد مشروع قانون شامل لمناهضة التمييز في نهاية عام 2019. وجد استطلاع للرأي عام 2014 أن 85% من الكوريين الجنوبيين يعتقدون أنه يجب حماية مجتمع الميم من التمييز. وفقًا لاستطلاع أجري حديثًا، أجرته مؤسسة غالوب كوريا في عام 2017، قال 90% من الكوريين الجنوبيين إنهم يدعمون فرص العمل المتساوية للأشخاص المثليين.

خريطة للمقاطعات والمدن والمحافظات والمقاطعات في كوريا الجنوبية التي تتمتع بحماية من التمييز ضد المثليين
حظر التمييز على أساس التوجه الجنسي

حاليا، سنت 15 حكومة محلية في كوريا الجنوبية قوانين مناهضة للتمييز تشمل التوجه الجنسي. وهذا يشمل خمسة أقسام فرعية من المستوى الأول: مقاطعة كيونغسانغ الجنوبية، سول، مقاطعة جيجو، مقاطعة تشنغتشونغ الشمالية ومقاطعة تشنغتشونغ الجنوبية.
سنت مقاطعة غيونغسانغ الجنوبية قانونًا لمناهضة التمييز في مارس 2010. ينص القانون على أنه «لا يجوز التمييز ضد المواطنين، دون أسباب معقولة، على أساس الجنس أو الدين أو الإعاقة أو السن أو الوضع الاجتماعي أو منطقة الأصل أو دولة الأصل والأصل العرقي والحالة البدنية مثل المظهر والتاريخ الطبي والحالة الزواجية والرأي السياسي والتوجه الجنسي».
حظرت سول التمييز على النحو المذكور في قانون اللجنة الوطنية لحقوق الإنسان منذ سبتمبر 2012. وقد حظي إقرار القانون بمعارضة الجماعات المحافظة التي دعت إلى إلغاؤه وتنظيم حملات عامة وصفوا فيها المثليين ب«الوحوش»، والمسيرات العامة المؤيدة لإلغاء القانون. يزعم العديد من المعارضين أن القانون يشكل «هرطقة» و «يشجع المثلية الجنسية» لأنه يشمل الدين والتوجه الجنسي كسبب لعدم التمييز.
وبالمثل، سنت كل من مقاطعة جيجو ومقاطعة تشنغتشونغ الشمالية قوانين في أكتوبر 2015 تحظر التمييز على الأساس المذكورة في قانون لجنة الوطنية لحقوق الإنسان. وتبعت مقاطعة تشنغتشونغ الجنوبية ذلك في أكتوبر 2018.
كما سنت عدة ولايات قضائية من المستوى الثاني قوانين مناهضة للتمييز تشمل التوجه الجنسي. وهي:
مقاطعة يونجي، بوسان (نوفمبر 2010)
مقاطعة سويونغ، بوسان (ديسمبر 2010)
مقاطعة بوك، أولسان (يناير 2011)
منطقة نام، بوسان (مايو 2011)
بوك بوك، بوسان (مارس 2012)
مقاطعة جون، أولسان (أبريل 2013)
مقاطعة دونغ، دايجون (أبريل 2015)
هايونداي، بوسان (يوليو 2015)
منطقة أونبيونغ، سيول (أكتوبر 2015)
مقاطعة هواسون، جنوب جولا (ديسمبر 2017)

### مكافحة التنمر والمراسيم الطلابية
حظرت مقاطعة غيونغي التنمر ضد الطلاب على أساس توجههم الجنسية في أكتوبر 2010. وحذت مدينة غوانغجو حذوها في أكتوبر 2011، وسيول في يناير 2012. كما يتضمن قانون سيول لحماية الأطفال والشباب الهوية الجندرية، وبالتالي حماية الطلاب المتحولين جنسياً من التمييز. سنت مقاطعة جولا الشمالية قانونًا يحظر التنمر ضد «الأقليات الجنسية» في يناير 2013.
هناك تزايد للنقاش والمناقشة في مقاطعة غيونغسانغ الجنوبية، مدينة إنتشون، ومدينة بوسان لإقرار قانون مماثل.

### القوانين الأخرى
بالإضافة إلى ذلك، هناك قوانين مختلفة تحمي «الأقليات الجنسية». يحظر على ضباط الشرطة وموظفي خفر السواحل الكشف عن توجه أحدهم الجنسي ضد إرادته.
في نوفمبر 2017، أصدرت مدينة جيوجي قانونًا لوسائط الإعلام يحظر على هيئات البث نشر المعلومات التي تشجع التمييز ضد «الأقليات الجنسية». حذت كل منمحافظة هونغتشون ومدينة غانغننغ حذوها في نوفمبر تشرين الثاني وديسمبر 2018 على التوالي.

### الحقوق الدستورية
يحظر دستور كوريا الجنوبية التمييز على أساس الجنس والدين والوضع الاجتماعي. وفقًا لوزارة العدل، يشمل مصطلح «الحالة الاجتماعية» الأشخاص من مجتمع الميم. ومع ذلك، لا توجد سبل انتصاف لضحايا التمييز من مجتمع الميم ولا تطبيق لهذه «الحماية».

## الخدمة العسكرية
الخدمة العسكرية إلزامية لجميع المواطنين الذكور في كوريا الجنوبية. تتم صياغة المجندين من خلال إدارة القوى العاملة العسكرية التي تدير «اختبارًا في علم النفس» في وقت التجنيد يتضمن العديد من الأسئلة المتعلقة بالتفضيلات الجنسية للجندي. يتم تصنيف أفراد الجيش المثليين في الخدمة الفعلية على أنهم يعانون من «اضطراب في الشخصية» أو «إعاقة سلوكية» ويمكن إما أن يتم وضعهم في مصحات عقلية أو تسريحهم بشكل غير أمين. قانون العقوبات العسكري لا يميز بين التراضي والجرائم غير الرضائية ويطلق على الاعلاقات الجنسية المثلية بالتراضي بين البالغين «الاغتصاب المتبادل». قضت محكمة عسكرية في عام 2010 بأن هذا القانون غير قانوني، قائلة أن المثلية الجنسية هي قضية شخصية بحتة. ومع ذلك، تم استئناف هذا الحكم أمام المحكمة الدستورية في كوريا الجنوبية، والتي أيدت في عام 2011 دستوريته. في عام 2017، اتهمت منظمة العفو الدولية الجيش بالتورط في «مطاردة للمثليين» لفضح ومعاقبة الأفراد المثلييين، من خلال توجيه تهمة جنائية إلى 32 من الأفراد العسكريين بتهمة «السدومية أو غيرها من التصرفات المشينة»، بما في ذلك الحكم على جندي مثلي الجنس بالسجن لمدة ستة أشهر لممارسة الجنس بالتراضي مع جندي مثلي الجنس آخر في مكان خاص.

## الهوية الجندرية والتعبير عنها
حكمت المحكمة العليا في كوريا الجنوبية أنه من أجل ان يكون الشخص مؤهلا للقيام بجراحة إعادة تحديد الجنس يجب أن تكون أكثر من 20 عاما من العمر، عازبا وبدون أطفال. في حالة جراحة إعادة تحديد الجنس من الذكور إلى الإناث، يجب على الشخص إثبات القضايا المتعلقة بالمسودة التي تم حلها إما بالخدمة أو بالإعفاء. ومع ذلك، في 22 يونيو 2006، قضت المحكمة العليا بأن الأشخاص المتحولين جنسياً الذين خضعوا لجراحة ناجحة لإعادة التنازل عن الجنس لهم الحق في إعلان جنسهم الجديد في جميع الوثائق القانونية. وهذا يشمل الحق في طلب تصحيح جنسهم في الملف في جميع السجلات العامة والحكومية مثل سجل التعداد. في مارس 2013، قضت محكمة منطقة سيول الغربية بأن خمسة من الأفراد المتحولين جنسياً من الإناث إلى الذكور يمكن تسجيلهم على أنهم ذكور دون الخضوع لجراحة إعادة تحديد الجنس. في 16 فبراير 2017، قضت محكمة تشونغجو المحلية بأنه يمكن تسجيل الشخص المتحول جنسياً من الذكور إلى الإناث كأنثى دون الخضوع لعملية جراحية.
تشير بعض التقارير إلى أن عدد المتحولين جنسياً في البلاد يقدر بحوالي 1000-1200 شخص.

## علاج التحويل
وفقًا لمسح أجري في عام 2016، تمت توصية 16.1% من الأشخاص من مجتمع الميم الذين اعلنوا عن توجههم الجنسي بالخضوع لعلاج التحويل. من بين هؤلاء، قال 65.4% إنه كان له تأثير ضار على حياتهم، حيث عانى 94% منهم من صدمة نفسية.

## التبرع بالدم
تمنع كوريا الجنوبية الأشخاص الذين مارسوا الجنس خلال السنة الماضية من التبرع بالدم. تنطبق هذه القواعد بالتساوي على الأشخاص المغايرين والمثليين ومزدوجي التوجه الجنسي.

## ظروف الحياة
لا تزال المثلية الجنسية تعتبر من التابوهات في المجتمع الكوري الجنوبي. وينعكس هذا الافتقار إلى الرؤية أيضًا في السرية التي تحتفظ بها بعض أندية المثليين في كوريا الجنوبية. هناك عدد قليل في المناطق الحضرية، معظمها في القطاع الخارجي من حي ايتوان (وخاصة في القسم المعروف باسم «هومو-هيل»). ومع ذلك، من المعروف أن حي جونغنو يلبي احتياجات العملاء غير الغربيين ولديها العديد من المتاجر الصديقة للمثليين، والمنظمات غير الحكومية التي تركز على المثليين. أشارت دراسة أجريت عام 2017 مؤخرًا إلى نمو مجتمع «أسلوب حياة المثليين» في حي جونغنو، وهي منطقة شهيرة في سيول، حيث يشعر الأفراد المثليون جنسياً بالأمان في أماكن ذات حياة شبه مثلية. على الرغم من أن الدراسة نظرت فقط إلى مقهى شهير، هو «غاي بين»، إلا أن هناك العديد من الأماكن الأخرى في منطقة حي جونغنو التي تعتبر للمغايرين ولكنها تزداد الترحيب بالأفراد غير المغايرين.
في السنوات الأخيرة، أدى مزيج من التابوهات، ورأسمالية المستهلك، والتحديث الذي يؤديه المثليون (ما يسمى «تأثير غايتريفيكايشن gaytrification») لمنطقة حي ايتوان إلى دفع تسويق جديد للمثليين خارج الحي، مع عزل تلك الأماكن المتبقية.
تأتي معارضة حقوق المثليين من طوائف مسيحية في البلاد (خاصة البروتستانت). في السنوات الأخيرة، ونظراً جزئياً لدعم متزايد للمثلية الجنسية والعلاقات المثلية من المجتمع الكوري الجنوبي بشكل عام، نظمت المجموعات المحافظة مسيرات عامة ومسيرات ضد حقوق المثليين، وكذلك احتجاجات مضادة لمسيرات فخر المثليين، وعادةً ما تكون هناك لافتات تحث المثليين الناس على «التوبة من خطاياهم». وقد حضر هذه المسيرات الآلاف والعديد من السياسيين.
في 17 مايو 2018، احتفالا باليوم العالمي لمناهضة رهاب المثلية، ورهاب التحول الجنسي، ورهاب التحول الجنسي، ارتدى ثمانية طلاب ملابس قوس قزح إلى كنيسة في «الجامعة المشيخية والمدرسة اللاهوتية». في يوليو 2018، عاقبت الجامعة أربعة طلاب بما في ذلك بالطرد من الفصول الدراسية. في يوليو 2019، ربحوا دعوى قضائية عندما قضت محكمة سول الشرقية الجزئية بأن الجامعة يجب أن تلغي العقوبات وتدفع الرسوم القانونية للطلاب.

### المصطلحات
الكلمة الكورية ل «مثلي الجنس» هي («دونغسونغيا» dongseongaeja «حبيب من نفس الجنس»). المصطلح الأقل صحة من الناحية السياسية هو «دونغسونغيونايا» (dongseongyeonaeja). يستخدم مثليون جنسيا من كوريا الجنوبية بشكل متكرر مصطلح «إيبانين» (ibanin) والذي يمكن ترجمته كـ «شخص من نوع مختلف»، وعادة ما يتم اختصاره إلى إيبان(iban).الكلمة هي تلاعب بالألفاظ على كلمة «إيبان-إين» (ilban-in) تعني «الشخص العادي». بالإضافة، تستخدم الكلمات المأخوذة من اللغة الإنجليزية في كوريا الجنوبية لوصف أشخاص مجتمع الميم. هذه الكلمات هي ترجمات بسيطة من الكلمات الإنجليزية إلى الهانغل: مثلية الجنس lesbian هي ليجبيون lejeubieon أو يوسونغاي yeoseongae، مثلي الجنس gay هو غاي أو نامسونغايnamseongae، كوير queer هو كوويو kuieo، المتحول جنسياً transgender هو تورانسوجوندو teuraenseujendeo، مزدوج التوجه الجنسي bisexual هو يانغسونغايا "yangseongaeja".

### وسائل الإعلام
تم إطلاق أول مجلة لكوريا الجنوبية خاصة بمجتمع الميم في عام 1998 وتسمى بادي Buddy، كما بثت أيضًا العديد من الإعلانات التجارية ذات الطابع المثلي.
في عام 1998، رفعت سلطات مراجعة الأفلام حظراً على تصوير العلاقات المثلية في الأفلام.
مهد الطريق للتلفزيون والفيلم الكوري الجنوبي الذي تم انتاجه في عام 2005 الملك والمهرج، وهو فيلم مثلي يقوم على علاقة غرامية في البلاط بين الملك ورجل مهرج. أصبح الفيلم الحاصل على أعلى الأرباح في تاريخ السينما الكورية. العنوان الكوري للفيلم يترجم إلى «رجل الملك» مع الإشارة إلى أنه يشير إلى الرجل على أنه عاشق الملك. تشمل الأفلام الحديثة الأخرى فيلم «زهرة مجمدة» لعام 2008 و «لا ندم» للمخرج الشهير لي-سونغ هي-إل، الذي شارك في مهرجان بوسان السينمائي الدولي 2006.
بدأت البرامج التليفزيونية الكورية السائدة في إظهار الشخصيات والموضوعات المثلية. في عام 2010، عرض المسلسل التلفزيوني الطويل الحياة جميلة لأول مرة على قناة نظام بث سول التلفزيونية، وأصبحت أول دراما في وقت الذروة تكتشف علاقة شريكيين مثليين من الرجال بينما أقامت عائلاتهم مواعدات لهم مع النساء غير مرغوبة فيها. في نفس العام، تم بث مسلسل الذوق الخاص (والمعروف أيضا باسم «التفضيل الشخصي») على قناة مؤسسة منهوا للإذاعة وتمحورت حول رجل مغاير يدعي أنه مثلي الجنس ليصبح زميلًا في الغرفة مع امرأة. وقبل ذلك، كان عرض «الخروج»، الذي بث لأول مرة على قناة الكابل تي في إن في وقت متأخر من الليل في عام 2008، حيث قدم المشورة ممثل مثلي الجنس وممثلة مغايرة للمثليين الذين اعترفوا علنا بتوجههم الجنسي.
تشمل الشخصيات الترفيهية من مجتمع الميم بصراحة عارضة الأزياء والممثلة هاريسو، وهي امرأة متحولة جنسيا تظهر على شاشات التليفزيون بشكل متكرر. الممثل هونغ-سوك تشون، بعد اعلانه عن توجهه الجنسي عام 2000 وطرده من وظيفته، عاد منذ ذلك الحين إلى حياته المهنية في التمثيل. وقد ظهر في العديد من برامج النقاش لدعم حقوق المثليين.
شنق الممثل الشعبي كيم جي-هو، الذي كان مثلي الجنس علنا، نفسه في 8 أكتوبر 2008. وعزت الشرطة انتحاره إلى التحامل العلني ضد المثلية الجنسية.
«بنات بيليتيس» هي دراما كي بي اس خاصة حول حياة النساء المثليات، تم بثها في 7 أغسطس 2011. مباشرة بعد بثها، تم الاحتجاج عليها في لوحات الرسائل على الإنترنت من قبل المحتجين الغاضبين الذين هددوا بمقاطعة الشبكة. قام طاقم الإنتاج في النهاية بإغلاق خدمة إعادة التشغيل عبر الإنترنت بعد أربعة أيام من البث.
«إكس واي شي»، برنامج حواري كي بي إس جوي حول الأفراد المتحولين جنسياً من الرجال إلى النساء، تم إلغاؤه فعليًا بعد أول حلقة له بسبب المعارضة العامة. استشهدت الشبكة بالقلق من الهجمات على القناة وأعضاء فريق التمثيل الآخرين كسبب رسمي للإلغاء.
في عام 2013، أصبح المخرج السينمائي كيم-جو غوانغسو وشريكه كيم سونغ-هوان أول زوجين مثليين من كوريا الجنوبية يتزوجان علنًا، رغم أنه لم يكن زواجًا معترفا به قانونًا.
في عام 2016، تمت معاقبة على شركة إذاعة مسيحية من قبل هيئة معايير الاتصالات الكورية لبثها مقابلة معادية للمثليين على برنامج إذاعي، ادعى فيه الشخص الذي تمت مقابلته أنه إذا تم تمرير «قانون مكافحة التمييز لأفراد المثليين»، فإن «استغلال الأطفال جنسياً، والبهيمية، وما إلى ذلك سيتم تقنينه» وأن كوريا الجنوبية «ستصاب بأمراض لا توصف مثل الإيدز».
في مارس 2016، ظهرت فرقة بوب كوري ميركوري للفتيات لأول مرة مع العضوة المتحولة جنسيا تشوي هان-بت، وهي عارضة الأزياء، ممثلة ومغنية.
في عام 2017، تم إصدار الفيلم أسلوب. يتحدث الفيلم عن علاقة مثلي الجنس بين ممثل وآيدول البوب الكوري.
في يناير 2018، أصبح المغني هولاند أول آيدول البوب الكوري مثلي الجنس علنا في كوريا الجنوبية لأول مرة ، وأصدر أغنيته «نافرلاند».

### مسيرات الفخر

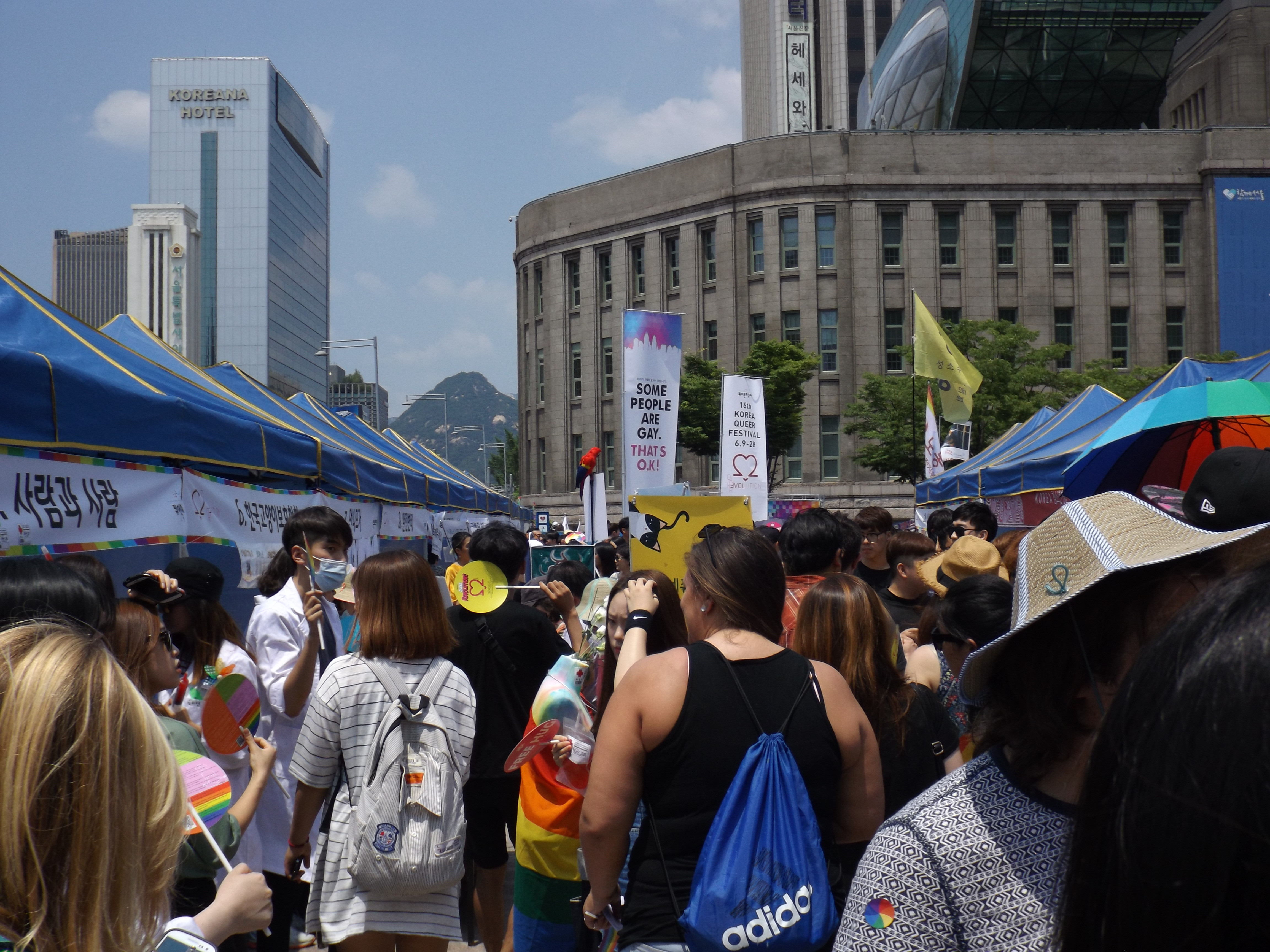
مسيرة فخر سيول للمثليين 2015

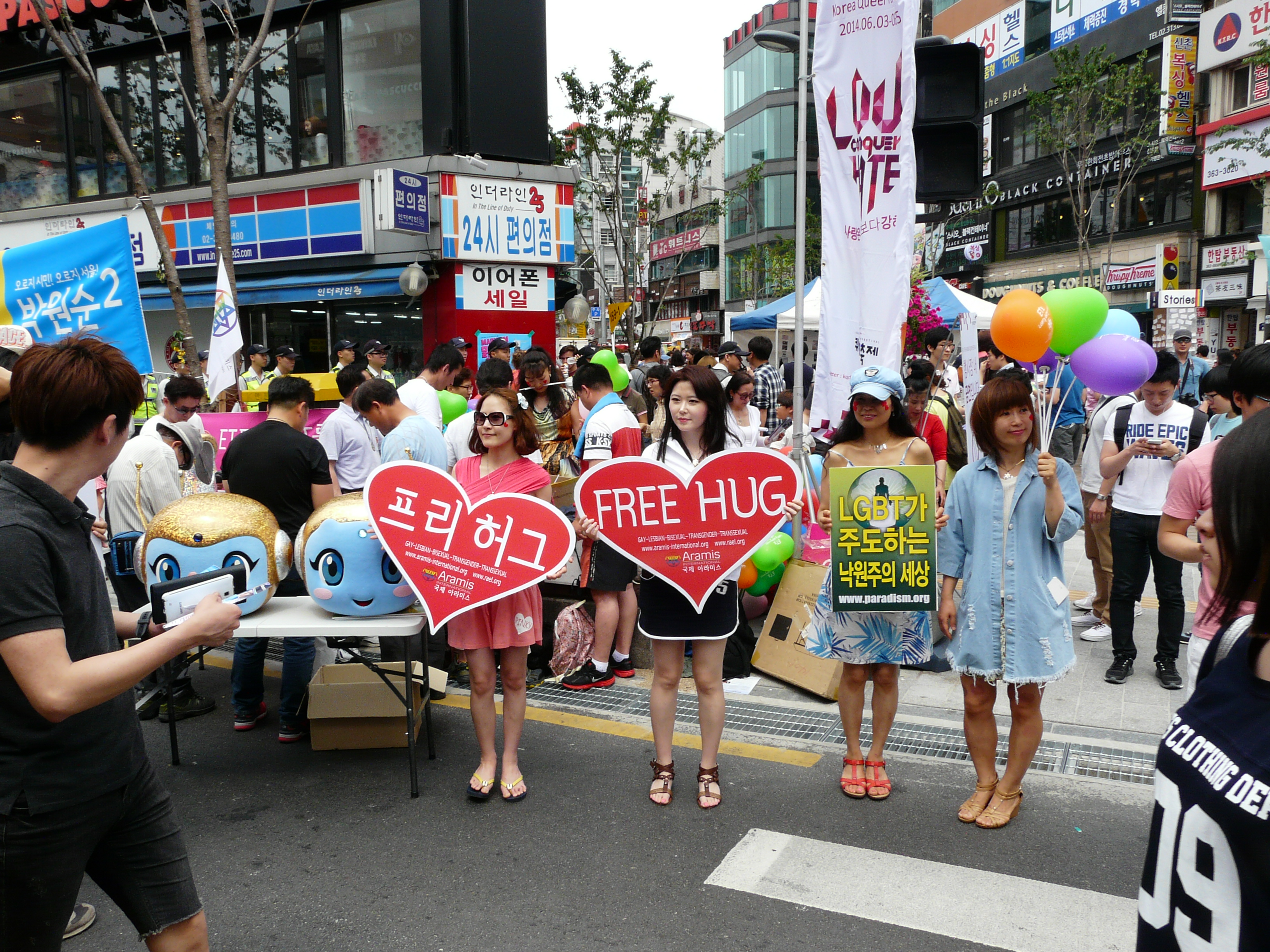
المشاركون في مهرجان سيول الكويري الثقافي 2014

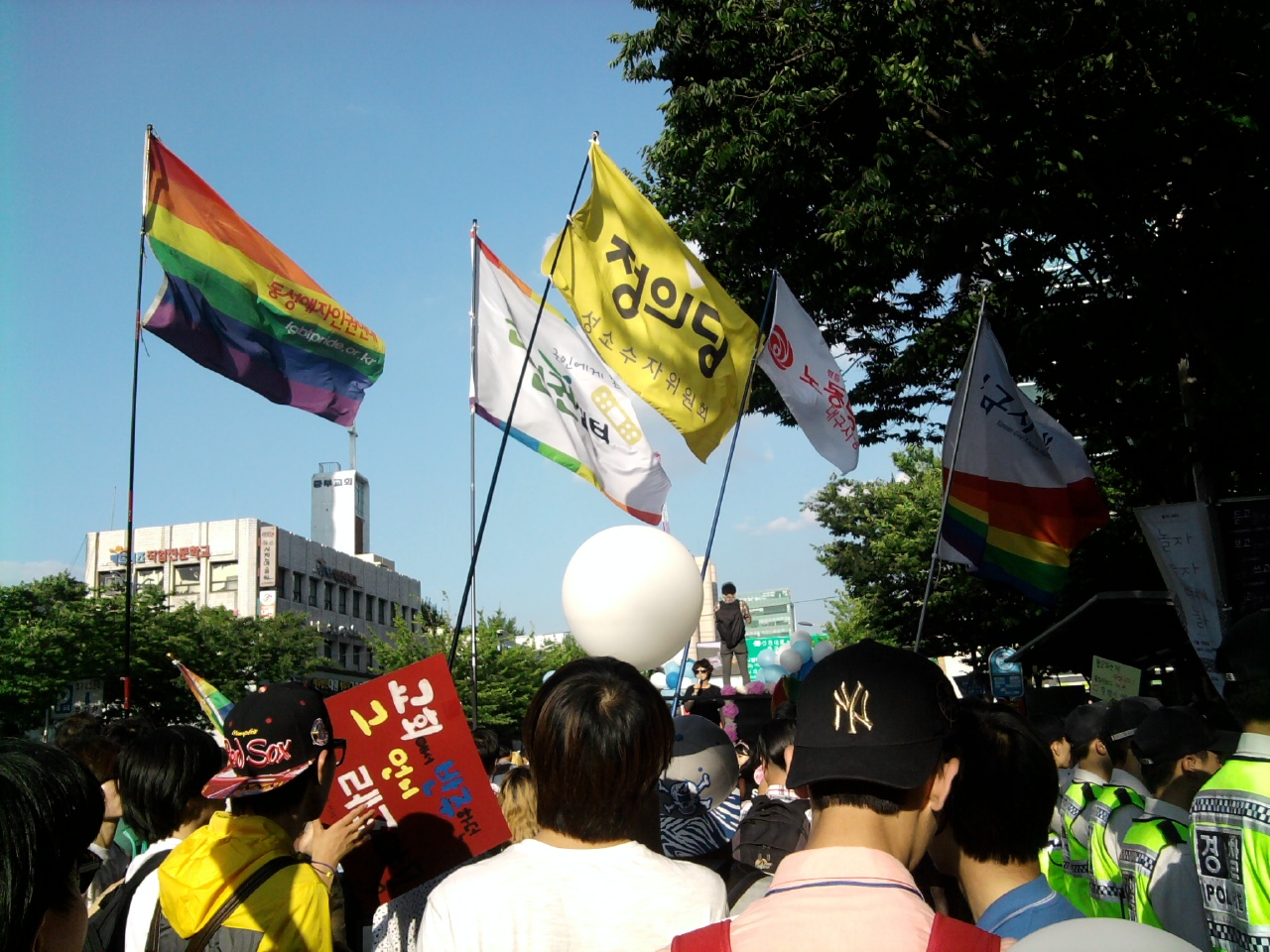
مسيرة فخر دايغو للمثليين 2014. على يمين الصورة ضباط الشرطة. تم نشرهم لحماية المشاركين حيث حاول العديد من المتظاهرين تعطيل الحدث بعنف.

يعد مهرجان سول الكويري الثقافي، المعروف أيضًا باسم «مهرجان كوريا الكويري الثقافي» أو ببساطة «فخر سول»، أكبر حدث لمجتمع الميم في البلاد. تم تنظيمها لأول مرة في عام 2000 عندما حضر 50 مشاركًا فقط وزاد الإقبال كل عام منذ ذلك الحين. في عام 2015، في أعقاب احتجاجات من قبل الجماعات المسيحية المحافظة، حظرت شرطة العاصمة سول هذا الحدث مشيرةً إلى مخاوف تتعلق بالسلامة العامة وتعطيل حركة المرور كأسباب. أُلغي القرار من قبل محكمة سول الإدارية، مما سمح بتنظيم العرض، والذي شارك فيه حوالي 20 ألف شخص. في عام 2016، كان هناك 50,000 مشارك. في يوليو 2017، قام حوالي 85,000 شخص (وفقًا للمنظمين) بمسيرة في شوارع سول لدعم حقوق المثليين. قبل حدث عام 2018، وقع حوالي 220,000 شخص على عريضة عبر الإنترنت تطالب المسؤولين بالتحرك لمنع المهرجان من الحدوث. ومع ذلك، فإن مسيرة فخر سول للمثليين 2018 قد حذثت وحضرته ما يقدر بنحو 120,000 شخص. في يوليو 2019، حاولت الجماعات المسيحية المحافظة مرة أخرى عرقلة المهرجان ، قائلة إنه «سيكون ضارًا بالأطفال وأنه ينتهك حقوقهم». رفضت المحكمة طلبهم باعتباره لا معنى له. بعد أيام، عقدت الدورة العشرون من المهرجان مع حوالي 150,000 مشارك.
عقدت مدينة دايغو مسيرات الفخر السنوية منذ عام 2009، وعقدت مدينة بوسان أول مسيرة فخر لها في 23 سبتمبر 2017. في عام 2018، خلال فخر المثليين الثاني في بوسان، تم نشر حوالي 2,000 من ضباط الشرطة للحفاظ على الحدث خاليًا من العنف، وحماية المشاركين في الحدث البالغ عددهم 15,000 من المتظاهرين العنيفين المناهضين للمثليين. عقدت كل من مدينتي غوانغجو وجيجو أيضا أول مسيرات فخر للمثليين في عام 2017. كانت مسيرة غوانغجو كاحتجاج مضاد لمسيرة معادية للمثليين. نظمت المدينة أول حدث فخر رسمي لها في العام التالي. عقدت مدن أخرى، بما في ذلك إنتشون وجونجو، أول مسيرات فخر للمثليين في عام 2018. انتهت مسيرة فخر مدينة إنتشون بأعمال عنف بعد أن بدأ نحو 1000 متظاهر مسيحي يهاجم بعنف المشاركين في مسيرة فخر المثليين. رفض مسؤولو مدينة إنتشون في البداية الإذن بعقد حدث المثليين، مشيرين إلى قلة أماكن وقوف السيارات. قدم المنظمون استئنافا وتعهدوا بالقيام بالمسيرة. وقع الحدث وانتهى بالعنف بعد أن بدأ حوالي 1,000 محتج مسيحي في مهاجمة المشاركين بعنف. في أبريل 2019، قدم منظمو حدث فخر المثليين في إنتشون اتهامات ضد العديد من القساوسة المسيحيين الذين عطلوا الحدث بعنف. كما تقدموا بشكاوى إلى الهيئة الوطنية لحقوق الإنسان في كوريا الجنوبية متهمة الشرطة بعدم التحرك.
في أيار/مايو 2018، نُظّم أول مسيرة فخر للدراغ كوينز في كوريا الجنوبية مع العشرات الذين حضروا المسيرة التي الخالية من الحوادث في العاصمة سول.

## الرأي العام
أصبح الكوريون الجنوبيون أكثر قبولًا للمثلية الجنسية وحقوق المثليين في عام 2010 والعقد اللاحق، حتى لو بقيت المواقف المحافظة هي المسيطرة. وجد استطلاع للرأي أجرته مؤسسة غالوب عام 2013 أن 39% من الناس يعتقدون أن المثلية الجنسية يجب أن يقبلها المجتمع، مقارنة بنسبة 18% فقط ممن كانوا يحملون هذا الرأي في عام 2007. سجلت كوريا الجنوبية التحول الأكثر أهمية نحو قبول أكبر للمثلية الجنسية بين 39 دولة شملها الاستطلاع في جميع أنحاء العالم. بشكل كبير، كانت هناك فجوة كبيرة في العمر في هذه المسألة: في عام 2013، اعتقد 71% من الكوريين الجنوبيين الذين تتراوح أعمارهم بين 18 و 29 عامًا أنه يجب قبول المثلية الجنسية، مقارنة ب16% فقط من الكوريين الجنوبيين الذين تزيد أعمارهم عن 50 عامًا.
في أبريل 2013، وجد استطلاع للرأي أجرته مؤسسة غالوب، بتكليف من مجموعة مسيحية محافظة، أن 25% من الكوريين الجنوبيين يؤيدون زواج المثليين، بينما عارضه 67% و 8% لم يعرفوا أو رفضوا الإجابة. ومع ذلك، وجد استطلاع أجرته مؤسسة إبسوس في مايو 2013 أن 26% من المجيبين كانوا يفضلون زواج المثليين وأن 31% أيدوا أشكالًا أخرى من الاعتراف القانوني بالعلاقات المثلية.
وجد استطلاع أجرته مؤسسة غالوب كوريا عام 2017 أن 58% من الكوريين يعارضون زواج المثليين ، بينما أيده 34% ولم يقرر 8%. أفاد استطلاع للرأي أجرته مؤسسة غالوب في ديسمبر 2017 لصالح مؤسسة منهوا للإذاعة ورئيس الجمعية الوطنية أن 41% من الكوريين الجنوبيين يعتقدون أنه ينبغي السماح بزواج المثليين، وكان 52% ضده.
نما الدعم الشعبي لزواج المثليين بسرعة. في عام 2010، أيد 30.5% و 20.7% من الكوريين الجنوبيين في العشرينات والثلاثينات من العمر، على التوالي، تقنين زواج المثليين. في عام 2014، تضاعفت هذه الأرقام تقريبًا إلى 60.2% و 40.4%. مع ذلك، ظل الدعم بين الأشخاص الذين تزيد أعمارهم عن 60 عامًا بدون تغيير نسبيًا (14.4% إلى 14.5%).
في فبراير 2019، كشف «التكامل الاجتماعي الكوري لعام 2018»، الذي أجراه المعهد الكوري للإدارة العامة، أن أولئك الذين قالوا إنهم «لا يمكنهم قبول المثليين جنسياً» انخفض إلى أقل من 50% لأول مرة في تاريخ الاستطلاع. انخفضت هذه النسبة من 62.1٪ في عام 2013%، إلى 57.2% في عام 2017، وإلى 49% في عام 2018. في عام 2018، أجاب بقية الذين تمت مقابلتهم أنه يمكنهم قبولهم كجيران (30.5٪)، كزملاء في العمل (14.6%)، كأصدقاء مقربين (5.5٪) أو كشركاء أو أزواج (0.4٪).

## السياسة
في الانتخابات التشريعية لعام 2008، أصبحت تشوي هيون-سوك أول مرشحة برلمانية من مجتمع الميم علنا في البلاد، كمرشحة مثلية الجنس علنا، عن الحزب التقدمي الجديد. لم يفز حزبها بأية مقاعد خلال الانتخابات. حتى الآن، لا تزال المرشحة الوحيدة من مجتمع الميم التي خاضت انتخابات في كوريا الجنوبية.
يعارض حزب كوريا الحرية حقوق المثليين، ومهرجان سول الكويري الثقافي، مكافحة التمييز ضد مجتمع الميم وزواج المثليين. وقد أدلى بعض أعضائه بالكثير من البيانات العامة المعادية للمثليين.
يعتبر الدعم السياسي لحقوق المثليين في كوريا الجنوبية محدود بسبب قوة الضغط الكبيرة التي تمارسها الجماعات المسيحية المحافظة. دعم حقوق المثليين محدود حتى من الحزب الديمقراطي التقدمي في كوريا وزعيمه، المحامي السابق لحقوق الإنسان والرئيس الكوري الجنوبي مون جاي إن. خلال الانتخابات الرئاسية لعام 2017، التي خرج فيها منتصراً، صرح مون بأنه يعارض المثلية الجنسية، وأن الجنود المثليين قد يقوضون الجيش الكوري. واجه مون انتقادات من دعاة حقوق المثليين وحقوق الإنسان بسبب موقفه غير المتسق بشأن حقوق الأقليات، بالنظر إلى أنه كان مستعدًا للتراجع عن الدعم السابق للاتحادات المدنية والتضحية بحقوق المثليين من أجل الفوز بأصوات الناخبين المسيحيين المحافظين. قال مون في وقت لاحق إنه يعارض زواج المثليين بينما يعارض أيضًا التمييز ضد مجتمع الميم. كانت واحدة فقط من المرشحين للرئاسة البالغ عددهم 14 مرشحًا في عام 2017، وهي سيم سانغ يانغ عن حزب العدالة، قد أعربت عن دعمها الواضح لحقوق المثليين وتقديم حماية من التمييز للأشخاص من مجتمع الميم.
خلال مهرجان سيول الكويري الثقافي في عام 2019، شارك كل من حزب العدالة وحزب الخضر في هذا الحدث. كما شارك بعض أعضاء الحزب الديمقراطي الكوري الحاكم في كوريا، بمن فيهم كوم تاي-ساب. وتعتبر هذه المشاركة الأولى من الحزب الديمقراطي الكوري في هذا الحدث.

## قضايا الرقابة
تمارس حكومة كوريا الجنوبية الرقابة على مواقع المحتوى المثلي بين عامي 2001-2003، من خلال لجنة الأخلاقيات في الاتصالات والمعلومات، وهي جهاز رسمي من وزارة الإعلام والاتصالات. وقد تم التخلي عن هذه الممارسة منذ ذلك الحين.

## ملخص
| قانونية النشاط الجنسي المثلي                                                                  | (دوما قانوني)                                                  |
| المساواة في السن القانوني للنشاط الجنسي                                                       | (دوما قانوني)                                                  |
| قوانين مكافحة التمييز في التوظيف                                                              | / (تختلف حسب الاختصاص القضائي)                                 |
| قوانين مكافحة التمييز في توفير السلع والخدمات                                                 | / (تختلف حسب الاختصاص القضائي)                                 |
| قوانين مكافحة التمييز في جميع المجالات الأخرى (تتضمن التمييز غير المباشر، خطاب الكراهية)      | / (تختلف حسب الاختصاص القضائي)                                 |
| قوانين مكافحة أشكال التمييز المعنية بالهوية الجندرية                                          | / (تختلف حسب الاختصاص القضائي)                                 |
| زواج المثليين                                                                                 | No                                                             |
| الاعتراف القانوني بالعلاقات المثلية                                                           | No                                                             |
| تبني أحد الشريكين للطفل البيولوجي للشريك الآخر                                                | No                                                             |
| التبني المشترك للأزواج المثليين                                                               | No                                                             |
| يسمح للمثليين والمثليات ومزدوجي التوجه الجنسي والمتحولين جنسيا بالخدمة علناً في القوات المسلحة | No                                                             |
| الحق بتغيير الجنس القانوني                                                                    | (منذ عام 2006)                                                 |
| علاج التحويل محظور على القاصرين                                                               | No                                                             |
| الحصول على أطفال أنابيب للمثليات                                                              | No                                                             |
| الأمومة التلقائية للطفل بعد الولادة                                                           | No                                                             |
| تأجير الأرحام التجاري للأزواج المثليين من الذكور                                              | (غير قانوني للأزواج المغايرين كذلك)                            |
| السماح للرجال الذين مارسوا الجنس الشرجي التبرع بالدم                                          | / (بعد سنة واحدة من التأجيل للجميع بغض النظر عن التوجه الجنسي) |